# Livre d'heures du cardinal Farnèse
Le livre d'heures du cardinal Farnèse ou Heures Farnèse est un livre d'heures de la Renaissance italienne composé par Giulio Clovio pour le cardinal Alexandre Farnèse (1520-1589). Il suit la liturgie des Heures à l'usage de Rome. Il est conservé depuis 1903 à New York dans la collection de la Pierpont Morgan Library sous la cote M 69.

## Description et historique

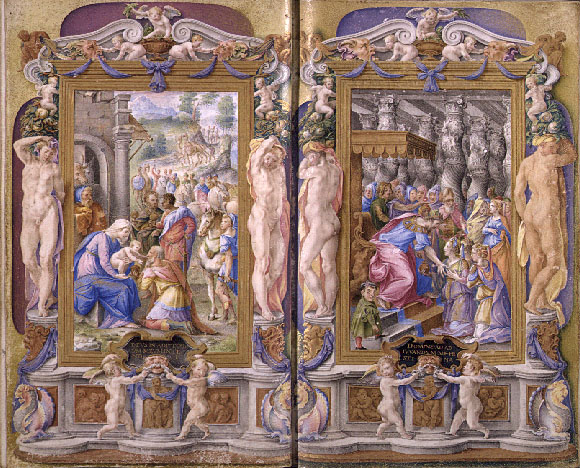
LAdoration des mages avec en regard Salomon accueillant la reine de Saba

Ce manuscrit enluminé a été composé en 1546 et comprend 114 feuillets de 17,3 cm sur 11 cm avec vingt-six miniatures entourées de bordures, trente-sept pages de textes en latin ornées de petites illustrations représentant des paysages, des nature-mortes et des portraits, ainsi que des grotesques. Toutes les scènes de l'Ancien Testament sont en regard de celles du Nouveau Testament. Selon Vasari, Clovio aurait mis neuf ans pour accomplir cette œuvre qui se caractérise par son aspect maniériste. La calligraphie, avec des cursives en cancelleresca formata, est de Francesco Monterchi, secrétaire du duc de Parme, le père du cardinal.
La double page qui présente au recto la Chute avec le fruit défendu et au verso l'Adoration des bergers illustre le thème de l'Incarnation, la Vierge Marie étant la nouvelle Ève qui, par la Nativité du Christ (précédée de son Fiat), répare le péché originel. Les Pères de l'Église ont relevé le fait qu'Ève (EVA en latin) s'écrit à l'inverse de l'AVE de la salutation mariale prononcée par l'archange Gabriel. Les deux illustrations sont bordées de structures architectoniques ponctuées de putti, de nus et d'atlantes.
Une double-page exceptionnelle est celle des litanies représentant de façon réaliste une procession de la Fête-Dieu qui se rend à la basilique Saint-Pierre de Rome en longeant le Tibre avec le château Saint-Ange au fond. C'est encore l'ancienne basilique qui est dépeinte avec son atrium et sa loggia à trois étages avec son haut clocher de côté. Cette procession est peinte vingt ans après le sac de Rome par les troupes de Charles Quint en 1527. Elle montre le pape Paul III accompagné d'une longue file de cardinaux, d'évêques et de dignitaires, qui est assis sur la sedia gestatoria avec l'ostensoir. Au-dessus de la page, on distingue des nuages et une vision de la Sainte Trinité avec la Vierge Marie se penchant pour contempler la procession. Des putti lancent des fleurs de chaque côté.
Contrairement aux livres d'heures gothiques, les textes et les miniatures ne sont pas toujours entièrement dépendants les uns des autres. Les miniatures sont traitées comme des « tableaux » séparés, dont parfois Clovio a trouvé l'inspiration chez Michel Ange ou Raphaël. La puissance de certains corps évoque ceux de la chapelle Sixtine. Cependant Clovio est plus proche du style du Parmigianino avec une certaine influence de Giulio Romano. Clovio a été qualifié de « Raphaël de la miniature », ce livre d'heures est son chef-d'œuvre. C'était déjà l'opinion de Vasari qui le décrit comme un des chefs-d'œuvre de Rome, racontant que Clovio avait plaisir à le montrer. Il estime que c'est une œuvre plus divine qu'humaine: che ella pare cosa divina e non umana

## Propriétaires
Le cardinal Farnèse qui était un mécène et l'un des plus grands collectionneurs de son temps avait émis le souhait que ce livre d'heures ne quitte pas sa famille. Son neveu, le cardinal Odoadre Farnèse en hérite, puis le duc de Parme. Il se transmet donc jusqu'en 1731 en ligne masculine et passe ensuite par Élisabeth Farnèse épouse de Philippe V aux Bourbons-Siciles, souverains du royaume de Naples. Alphonse de Bourbon-Siciles (1841-1934) le vend à Vienne à John Pierpont Morgan en 1903.